# Boavita
Boavita – miasto w Kolumbii, w departamencie Boyacá.